# Корраль (залив)
Корраль (исп. Bahía de Corral) — залив в устье реки Вальдивия на юге Чили в регионе Лос-Лагос. Главные населённые пункты — Корраль и Ньебла. Вход в залив расположен между мысом Хуана Латорре и Моро Гонсало. Ширина — 5,5 км. Круглый год в заливе курсируют торговые, транспортные и рыболовецкие суда. Залив знаменит тем, что в колониальную эпоху был одним из наиболее укреплённых заливов в испанской Америке (см. фортификационные сооружения Вальдивии).